# Chính quyền địa phương ở Úc
Chính quyền địa phương là cấp hành chính thấp nhất ở Úc, nằm dưới cấp tiểu bang và liên bang. Phân cấp hành chính này được quy định rõ tại mục thứ 447 nhan đề "Các thiết chế thành thị và chính quyền địa phương" trong Bản chú giải Hiến pháp liên bang Australia.
Hiến pháp của mỗi tiểu bang và lãnh thổ cũng công nhận chính quyền địa phương nằm trong phạm vi quản trị của mình. Khác với Canada và Mỹ, các bang của Úc chỉ tổ chức một cấp chính quyền cơ sở duy nhất, ngang bằng nhau, không phân biệt loại hình thành phố, quận hay huyện.
Cơ quan quyền lực nhà nước đóng trên địa bàn địa phương ở cấp hành chính này gọi chung là "hội đồng" (council), còn phạm vi lãnh khổ của nó được gọi là "khu vực chính quyền địa phương" hay "khu vực chính quyền địa phương" (local government area). Tùy theo đặc điểm phát triển đô thị mà các cấp cơ sở này mang tên "thành phố" (city), "thị trấn" (town) hay "quận" (shire). Hiện nay, nước Úc có cả thảy 565 chính quyền địa phương trên toàn quốc.
Tuy phân chia hành chính đơn giản là thế nhưng một vài khu vực địa lý khá rộng và có ít dân lại không trực thuộc cấp chính quyền cơ sở nào cả. Nhiệm vụ của chính quyền địa phương ở những khu vực này thường do các tổ chức, cơ quan đặc trách ngoài chính quyền đảm nhận (như các khu nghỉ mát trên núi ở bang Victoria), hoặc do nhà chức trách tiểu bang cai quản toàn bộ.
Diện tích các khu vực chính quyền địa phương cũng rất khác nhau. Khu vực có diện tích nhỏ nhất là Quận Peppermint Grove trong vùng đô thị Perth chỉ rộng có 1,5 km²; trong khi đó, Quận East Pilbara ở phía đông bang Tây Úc chiếm tới 380.000 km², tương đương với một quốc gia trung bình lớn như nước Đức hay Nhật Bản.

## Mối quan hệ với chính quyền cấp trên

### Chính quyền tiểu bang và vùng
Chính quyền địa phương do chính quyền bang và chính quyền vùng thành lập để quản lý các vấn đề của cộng đồng. Chính quyền địa phương có quyền lập pháp, hành pháp nhưng không có quyền tư pháp. Quyền lực của chính quyền địa phương do chính quyền bang và vùng quyết định. Do mỗi tiểu bang và vùng áp dụng hệ thống luật lệ riêng về chính quyền địa phương, nên chức năng và nhiệm vụ của chính quyền địa phương ở mỗi bang khác nhau thường không giống nhau.
Mỗi bang, vùng đều có một bộ phụ trách về chính quyền địa phương. Chẳng hạn, bang New South Wales có Văn phòng Chính quyền địa phương (Division of Local Government) nằm trong chính quyền tiểu bang. Bang Queensland có Bộ Hạ tầng, Chính quyền địa phương và Kế hoạch (Department of Infrastructure, Local Government and Planning). Các bộ, sở ngành tiểu bang thường kiêm luôn quản lý chính quyền địa phương và có quyền can thiệp vào công việc của các địa phương bất kỳ lúc nào. 
- Chính quyền địa phương ở New South Wales
- Chính quyền địa phương ở lãnh thổ Bắc Úc
- Chính quyền địa phương ở Queensland
- Chính quyền địa phương ở Nam Úc
- Chính quyền địa phương ở Tasmania
- Chính quyền địa phương ở Tây Úc
- Chính quyền địa phương ở Victoria

Các lãnh thổ hải ngoại của Úc không phân chia khu vực chính quyền cơ sở.

### Chính quyền liên bang
Chính phủ liên bang quản lý và quy hoạch phát triển các vùng địa phương thông qua Bộ Hạ tầng và Phát triển vùng (Department of Infrastructure and Regional Planning) và điều hành công tác này qua nhiều hiệp hội như Hiệp hội các nhà quản lý chính quyền địa phương Úc, Hiệp hội chính quyền địa phương Úc và Hội đồng chính phủ Úc.

## Thống kê các chính quyền địa phương

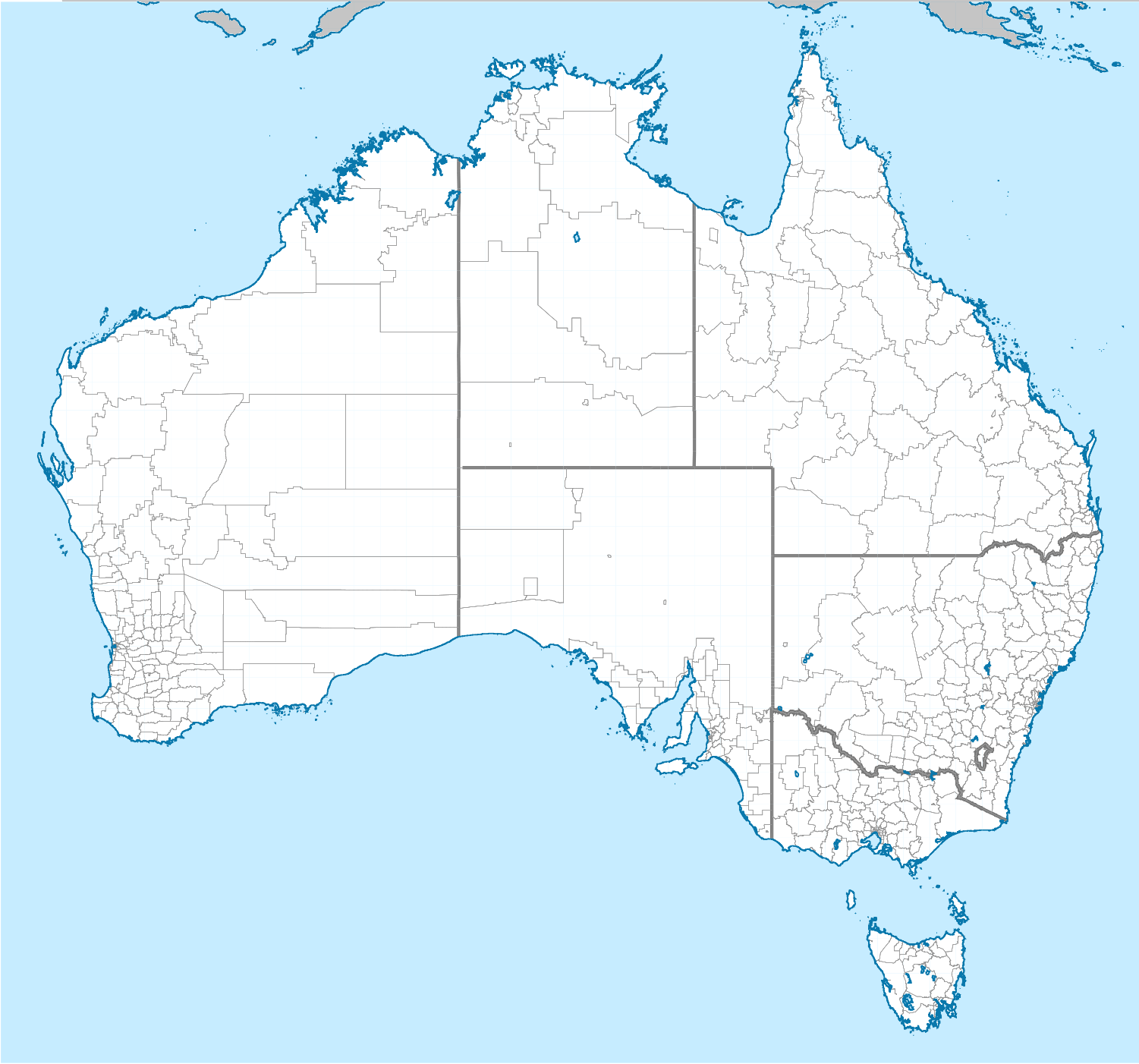
Sơ đồ ranh giới các khu vực chính quyền địa phương tại Úc

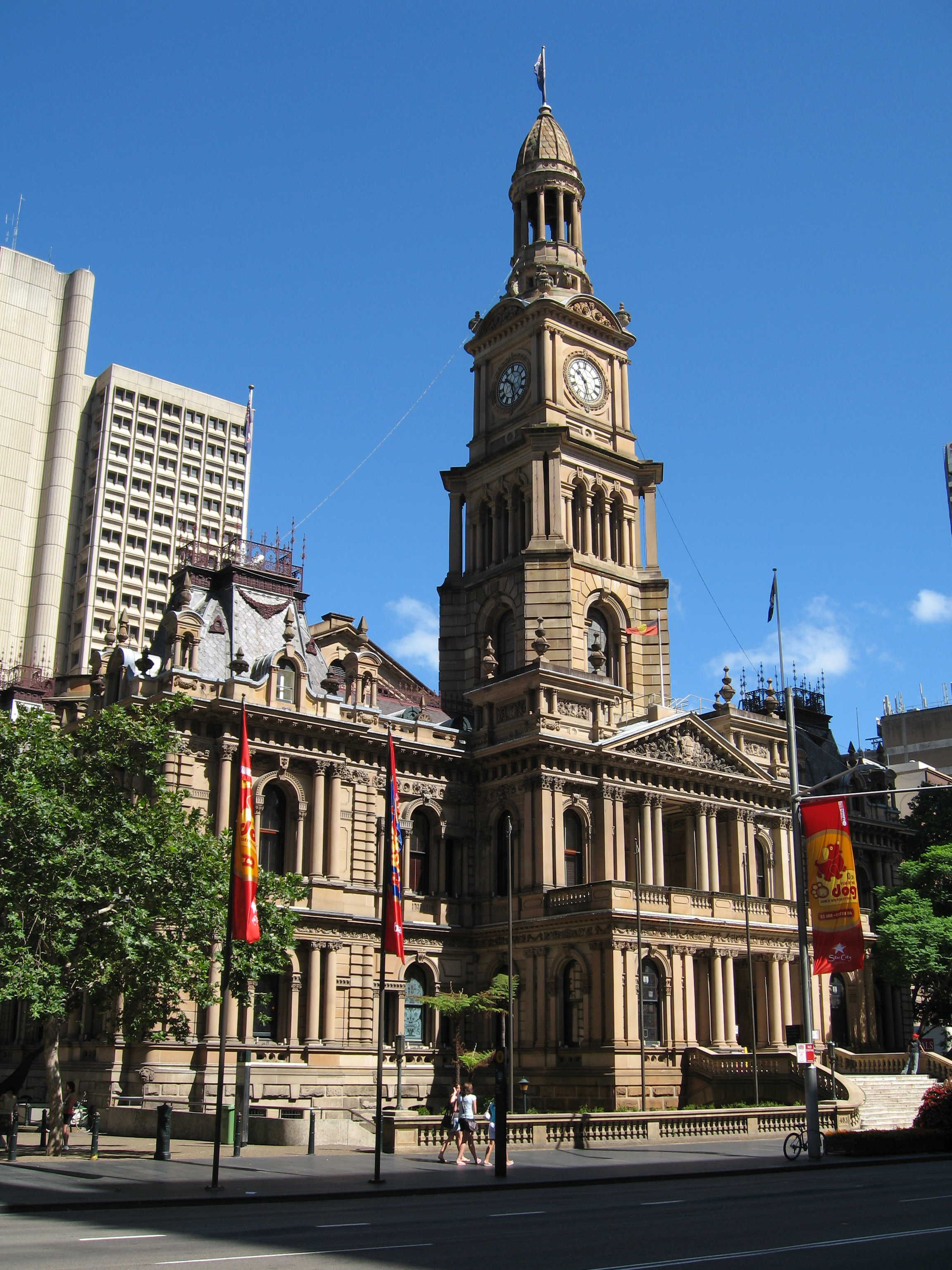
Tòa Thị chính của Thành phố Sydney, một cấp chính quyền địa phương nằm trong vùng đô thị Sydney

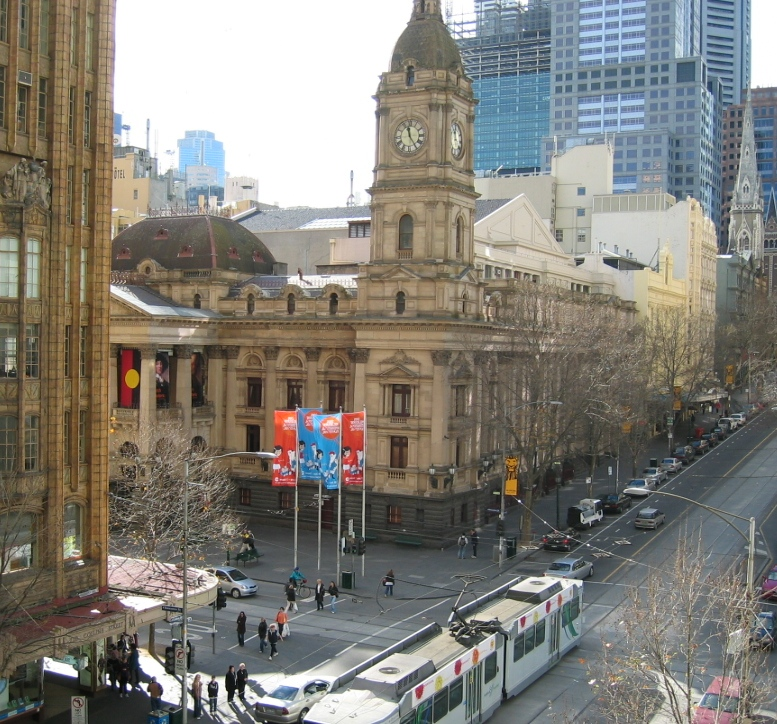
Trụ sở chính của Hội đồng Thành phố Melbourne.

Tính đến tháng 5 năm 2016, nước Úc có 561 khu vực chính quyền địa phương lớn nhỏ khác nhau ở 7 tiểu bang và vùng lãnh thổ. Dưới đây là danh sách các khu vực này xếp theo tên gọi. Cụ thể như sau:
| Thể loại                     | Thể loại                       | NSW      | Vic | Qld | WA  | SA | Tas | NT | Tổng cộng |
| Tên gốc                      | Lược dịch                      | NSW      | Vic | Qld | WA  | SA | Tas | NT | Tổng cộng |
| ---------------------------- | ------------------------------ | -------- | --- | --- | --- | -- | --- | -- | --------- |
| Borough                      | Thị xã tự trị                  | Không có | 1   |     |     |    |     |    | 1         |
| City                         | Thành phố                      | 30       | 33  | 7   | 22  | 21 | 6   | 2  | 121       |
| Council                      | Hội đồng                       | 28       |     |     |     |    | 23  |    | 51        |
| District council             | Hội đồng quận                  | Không có |     |     |     | 35 |     |    | 35        |
| Municipality                 | Khu tự quản                    | 6        |     |     |     |    |     |    | 6         |
| Regional council             | Hội đồng vùng                  | 8        |     | 29  | 11  | 4  |     |    | 52        |
| Rural city                   | Thành phố nông thôn            | Không có | 6   |     |     | 1  |     |    | 7         |
| Shire                        | Quận, huyện                    | 58       | 39  | 24  | 107 |    |     | 10 | 238       |
| Town                         | Thị xã, thị trấn               | Không có |     | 1   | 12  | 2  |     | 2  | 17        |
| Community government council | Hội đồng chính quyền cộng đồng | Không có |     |     |     |    |     | 2  | 2         |
| Aboriginal shire             | Quận của người bản xứ          | Không có |     | 12  |     |    |     |    | 12        |
| Island council               | Hội đồng đảo                   | Không có |     | 1   |     |    |     |    | 1         |
| Unincorporated area          | Khu chưa hợp nhất              | 2        | 10  |     |     | 1  |     | 5  | 18        |
| Tổng cộng                    | Tổng cộng                      | 132      | 89  | 74  | 152 | 64 | 29  | 21 | 561       |

## Phân loại chính quyền cơ sở của Úc
Bản phân loại chính quyền cơ sở của Úc (ACLG) sắp xếp các cấp chính quyền địa phương theo các tiêu chí dân số, mật độ dân số và tỷ lệ cư dân đô thị sinh sống trong phạm vi lãnh thổ của các khu vực phụ trách. Hiện tại, danh sách này phân thành 7 khu vực chính:
- RA	Rural Agricultural
- RS	Rural Significant
- RT	Rural Remote
- UC	Urban Capital
- UD	Urban Developed
- UF	Urban Fringe
- UR	Urban Regional